# براندون جونغ
براندون جونغ هو لاعب كرة الماء كندي، ولد في 28 أبريل 1986 في سوري في كندا.

## وصلات خارجية
- براندون جونغ على موقع الاتحاد الدولي للسباحة (الإنجليزية)
- براندون جونغ على موقع أوليمبيديا (الإنجليزية)